# Konstantin Konstantinowitsch Sergijenko

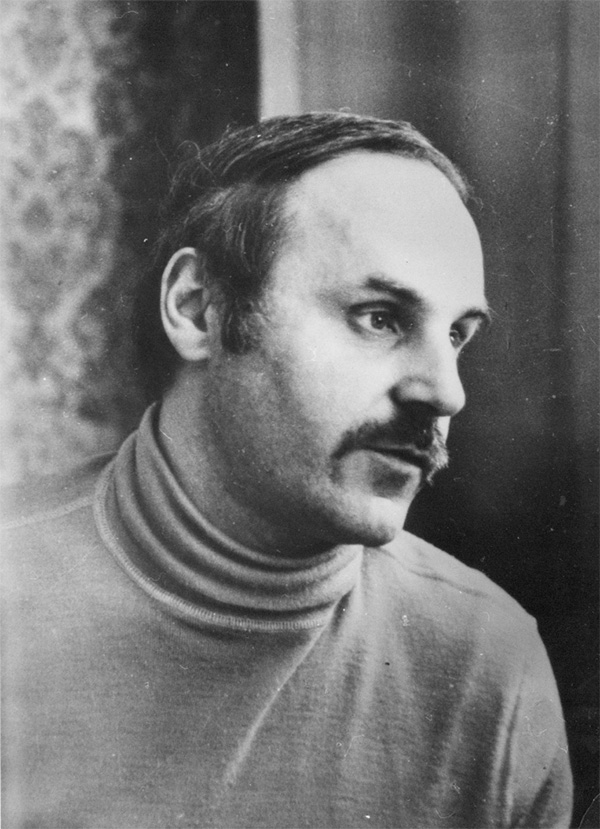
Konstantin Konstantinowitsch Sergijenko

Konstantin Konstantinowitsch Sergijenko (russisch Константин Константинович Сергиенко; * 17. September 1940 in Stalinogorsk; † 6. März 1996 in Moskau) war ein russischer Autor von Kinder- und Jugendliteratur.

## Leben und Werk
Sergijenko schloss 1967 ein Studium der Journalistik an der Lomonossow-Universität Moskau ab. Anschließend war er für den Kinderbuchverlag Detskaja Kniha und den Verlag Molodaja Gwardija tätig.
Sein Werk reicht von historischen Abenteuergeschichten über Märchen und Fantasy-Romane bis hin zu poetischen Liebesgeschichten.
Sein Debütroman Kees, der Tulpenadmiral (1975), der während des Niederländischen Unabhängigkeitskriegs handelt, wurde zu einem Klassiker der russischen Jugendbuchliteratur und gewann 2011 den Buchpreis der Zentralen Moskauer Kinderbibliothek in der Kategorie „Beste Wiederveröffentlichung eines Klassikers“.
In seinen historischen Abenteuerromanen verband Sergijenko historische Recherche und Krimi-Elemente, um junge Leser für historische Themen zu begeistern. Kees, der Tulpenadmiral und Erwachen in Borodino (1977) zählen in Russland zur erweiterten Schullektüre im Geschichtsunterricht.
Die Erzählung Die Schlucht der freien Hunde (1979) gehört zu seinen bekanntesten Werken. Sie bildete die Grundlage für mehrere Zeichentrickfilme sowie Musicals und Theateraufführungen.
Sein lyrisches Märchen Das Pappherz (1981) wurde in zahlreiche Sprachen übersetzt.

## Werke

### Theater
Das Stück „Free DOGS“ (Titel der Originalausgabe: Прощай овраг) basiert auf die Erzählung „Die Schlucht der freien Hunde“ (Titel der Originalausgabe: До свидания, овраг)

### Historische Abenteuergeschichten
(für Kinder und Jugendliche)
- Kees der Tulpenadmiral., Verlag „Detskaja Literatura“, Moskau, 1975, Auflage über 200.000 Ex.
- Aufwachen in Borodino., Verlag „Detskaja Literatura“, Moskau, 1977, Auflage über 150.000 Ex.
- Trag uns fort, Pegasus., Verlag „Detskaja Literatura“, Moskau, 1979, Auflage über 100.000 Ex.
- Ksenia., Verlag „Detskaja Literatura“, Moskau, 1987, Auflage über 100.000 Ex.
- Das weiße Rondell., Verlag „Detskaja Literatura“, Moskau, 1983, Auflage über 75.000 Ex.
- Notizbuch in Saffian gebunden., Verlag „Detskaja Literatura“, Moskau, 1983, Auflage über 100.000 Ex.

### Erzählung
- Die Schlucht der freien Hunde., Verlag „Detskaja Literatura“, Moskau, 1979, Auflage über 500.000 Ex.
- Das Haus auf dem Berg., Verlag „Molodaja Gwardija“, Moskau, 1986, Auflage über 50.000 Ex.

### Märchen und Fabelgeschichte
- Pappherz., Verlag „Detskaja Literatura“, Moskau, 1981, Auflage über 50.000 Ex.
- Porzellankopf., Verlag „Astrel“, Moskau, 2000, Auflage unbekannt.

### Romantische Liebesgeschichten
- Tage im Spätherbst., Verlag „Molodaja Gwardija“, Moskau, 1983, Auflage über 300.000 Ex.
- Der glücklichste Tag., Verlag „Molodaja Gwardija“, Moskau, 1989, Auflage über 150.000 Ex.

### Nebeneffekt
Phantastische Erzählung, die im Moskauer Wissenschaftsverlag erschien, ins Deutsche übersetzt wurde und 1984 in Berlin den ersten Preis bei einem Wettbewerb für Werke zum Thema Zeit erhielt. Erschien auf Deutsch 1986 im „Verlag Volk und Welt“. (Der Traumsender. Phantastische Erzählungen, S. 338)